# Línea 4 (Urbanos de Alcobendas-San Sebastián de los Reyes)
La línea 4 de la red de autobuses urbanos de San Sebastián de los Reyes une el polideportivo municipal con el polígono industrial Moscatelares (San Sebastián de los Reyes).

## Características
Pertenece a la red Sansebus, denominación que se le aplican a las líneas 4 y 7 al realizar el recorrido íntegramente por San Sebastián de los Reyes. Tiene como función unir el polideportivo Dehesa Boyal con el área comercial de Moscatelares, previo paso a medio camino por la estación de Alcobendas-S.S. Reyes de Cercanías y el casco antiguo del municipio.
Los autobuses urbanos de Alcobendas y San Sebastián de los Reyes siguen una numeración conjunta para evitar confusión de duplicidad de numeraciones en dos municipios tan cercanos y relacionados, especialmente con algunas líneas que circulan por ambos municipios (línea 2 y línea 5). Las líneas siguen una numeración progresiva del 1 al 11, pero a San Sebastián de los Reyes sólo le pertenecen los números 4, 7 y 8, quedando el resto de números: 1, 2, 3, 5, 6, 9, 10 y 11 para Alcobendas.
La línea circula exclusivamente por el término municipal de San Sebastián de los Reyes. Como bien se expresa en la numeración interna del CRTM, recibe el número 4134. El primer dígito corresponde a la línea, en este caso la línea 4. Y los últimos tres dígitos corresponden al municipio por el que circula, en este caso 134 corresponde al municipio de San Sebastián de los Reyes.
Desde el 15 de mayo del 2020, la línea dejó de circular por la calle Real de San Sebastián de los Reyes, en su lugar lo hace por el paseo de Europa. Esto se debió a que el ayuntamiento de San Sebastián de los Reyes autorizó a los establecimientos a ocupar la calzada de la calle Real como terraza debido a las restricciones de aforo impuestas por las medidas durante la pandemia del COVID-19. Aunque se permitió la circulación en sentido norte, solo era para coches y se cortó el tráfico a autobuses en ambos sentidos, afectando a diversas líneas urbanas e interurbanas que circulaban por dicha calle Real de San Sebastián de los Reyes. Todas las líneas fueron desviadas y sus paradas trasladadas a las ya existentes en el paseo de Europa. Aunque actualmente se permite el tráfico hacia el norte en la calle Real de San Sebastián de los Reyes, todas las líneas de autobús ya tienen las rutas modificadas y no hay planes para que retomen sus antiguas rutas. Fueron varias las paradas que dejaron de operar que se encontraban dentro de la calle Real de San Sebastián de los Reyes, pero las que afectaron a la línea L4 fueron: 06782 - Calle Real - Calle de Carlos Ruiz, 06783 - Calle Real - Calle de las Higueras, 10476 - Calle Real - Calle Hontanillas,11983 - Calle Real - Centro de Salud, 06786 - Calle Real - Ayuntamiento y 06790 - Calle Real - Calle del Sacramento. Las paradas 06782 y 06790 siguen estando operativas por otras líneas.
El 8 de octubre del 2021 se creó la parada 20898 - Avenida de España - Calle de Viveros en la avenida de España de San Sebastián de los Reyes para las expediciones de vuelta, sirviendo para todas aquellas líneas que ya no circulaban por la calle Real y lo hacían por el paseo de Europa.
Tras el cambio de recorrido de la calle Real al paseo de Europa, la parada complementaria en la avenida de España es la parada 12925 - Avenida de España - Centro de Mayores situada en el municipio de Alcobendas. Antes del cambio de recorrido la línea nunca realizaba paradas en el municipio de Alcobendas. Antes del cambio de recorrido, la línea daba servicio al centro de salud V Centerario situado en la calle Real de San Sebastián de los Reyes (con paradas de ida y vuelta correspondientes) además de la estación de Metro de Reyes Católicos.
La línea no mantiene los mismos horarios todo el año, desde el 16 de julio al 31 de agosto se reducen el número de expediciones los días laborables entre semana y durante agosto se reducen también el número de expediciones los sábados laborables, domingos y festivos, además de los días excepcionales vísperas de festivo y festivos de Navidad en los que los horarios también cambian y se reducen.
Curiosamente, entre el 16 al 31 de julio, la línea realiza menos servicios en días laborables que en sábados laborables, domingos y festivos, algo que ocurre en pocas líneas del CRTM. Durante el mes de agosto, la línea realiza los mismos servicios y horarios todos los días de la semana, un hecho también bastante inusual en las líneas del CRTM.
Está operada por la empresa Interbus mediante la concesión administrativa VCM-101 - Madrid - Alcobendas - Algete - Tamajón (Viajeros Comunidad de Madrid) del Consorcio Regional de Transportes de Madrid.

## Horarios

### 1 septiembre - 15 julio
| Lunes a viernes laborables   | Lunes a viernes laborables   | Sábados laborables           | Sábados laborables           | Domingos y festivos          | Domingos y festivos          |
| Polideportivo > Moscatelares | Moscatelares > Polideportivo | Polideportivo > Moscatelares | Moscatelares > Polideportivo | Polideportivo > Moscatelares | Moscatelares > Polideportivo |
| 06:30                        | 06:30                        | 08:00                        | 08:30                        | 10:00                        | 10:30                        |
| 07:00                        | 07:00                        | 09:00                        | 09:30                        | 11:00                        | 11:30                        |
| 07:30                        | 07:30                        | 10:00                        | 10:30                        | 12:00                        | 12:30                        |
| 08:00                        | 08:00                        | 11:00                        | 11:30                        | 13:00                        | 13:30                        |
| 08:30                        | 08:30                        | 12:00                        | 12:30                        | 14:00                        | 14:30                        |
| 09:00                        | 09:00                        | 13:00                        | 13:30                        | 15:00                        | 15:30                        |
| 09:30                        | 09:30                        | 14:00                        | 14:30                        | 16:00                        | 16:30                        |
| 10:30                        | 10:00                        | 15:00                        | 15:30                        | 17:00                        | 17:30                        |
| 11:30                        | 11:00                        | 16:00                        | 16:30                        | 17:30                        | 18:00                        |
| 12:30                        | 12:00                        | 17:00                        | 17:30                        | 18:00                        | 18:30                        |
| 13:30                        | 13:00                        | 17:30                        | 18:00                        | 18:30                        | 19:00                        |
| 14:00                        | 14:00                        | 18:00                        | 18:30                        | 19:00                        | 19:30                        |
| 14:30                        | 14:30                        | 18:30                        | 19:00                        | 19:30                        | 20:00                        |
| 15:00                        | 15:00                        | 19:00                        | 19:30                        | 20:00                        | 20:30                        |
| 15:30                        | 15:30                        | 19:30                        | 20:00                        | 20:30                        | 21:00                        |
| 16:00                        | 16:00                        | 20:00                        | 20:30                        | 21:00                        | 21:30                        |
| 16:30                        | 16:30                        | 20:30                        | 21:00                        | 21:30                        | 22:00                        |
| 17:00                        | 17:00                        | 21:00                        | 21:30                        | 22:00                        | 22:30                        |
| 17:30                        | 17:30                        | 21:30                        | 22:00                        |                              |                              |
| 18:00                        | 18:00                        | 22:00                        | 22:30                        |                              |                              |
| 18:30                        | 18:30                        |                              |                              |                              |                              |
| 19:00                        | 19:00                        |                              |                              |                              |                              |
| 19:30                        | 20:00                        |                              |                              |                              |                              |
| 20:30                        | 21:00                        |                              |                              |                              |                              |
| 21:30                        | 22:00                        |                              |                              |                              |                              |

### 16 - 31 julio
| Lunes a viernes laborables   | Lunes a viernes laborables   | Sábados laborables           | Sábados laborables           | Domingos y festivos          | Domingos y festivos          |
| Polideportivo > Moscatelares | Moscatelares > Polideportivo | Polideportivo > Moscatelares | Moscatelares > Polideportivo | Polideportivo > Moscatelares | Moscatelares > Polideportivo |
| 07:00                        | 06:30                        | 08:00                        | 08:30                        | 10:00                        | 10:30                        |
| 08:00                        | 07:30                        | 09:00                        | 09:30                        | 11:00                        | 11:30                        |
| 09:00                        | 08:30                        | 10:00                        | 10:30                        | 12:00                        | 12:30                        |
| 10:00                        | 09:30                        | 11:00                        | 11:30                        | 13:00                        | 13:30                        |
| 11:00                        | 10:30                        | 12:00                        | 12:30                        | 14:00                        | 14:30                        |
| 12:00                        | 11:30                        | 13:00                        | 13:30                        | 15:00                        | 15:30                        |
| 13:00                        | 12:30                        | 14:00                        | 14:30                        | 16:00                        | 16:30                        |
| 14:00                        | 13:30                        | 15:00                        | 15:30                        | 17:00                        | 17:30                        |
| 15:00                        | 14:30                        | 16:00                        | 16:30                        | 17:30                        | 18:00                        |
| 16:00                        | 15:30                        | 17:00                        | 17:30                        | 18:00                        | 18:30                        |
| 17:00                        | 16:30                        | 17:30                        | 18:00                        | 18:30                        | 19:00                        |
| 18:00                        | 17:30                        | 18:00                        | 18:30                        | 19:00                        | 19:30                        |
| 19:00                        | 18:30                        | 18:30                        | 19:00                        | 19:30                        | 20:00                        |
| 20:00                        | 19:30                        | 19:00                        | 19:30                        | 20:00                        | 20:30                        |
| 21:00                        | 20:30                        | 19:30                        | 20:00                        | 20:30                        | 21:00                        |
| 22:00                        | 21:30                        | 20:00                        | 20:30                        | 21:00                        | 21:30                        |
|                              |                              | 20:30                        | 21:00                        | 21:30                        | 22:00                        |
| 21:00                        | 21:30                        | 22:00                        | 22:30                        |                              |                              |
| 21:30                        | 22:00                        |                              |                              |                              |                              |
| 22:00                        | 22:30                        |                              |                              |                              |                              |

### 1 - 31 agosto
| Todos los días               |                              |
| Polideportivo > Moscatelares | Moscatelares > Polideportivo |
| 07:00                        | 06:30                        |
| 08:00                        | 07:30                        |
| 09:00                        | 08:30                        |
| 10:00                        | 09:30                        |
| 11:00                        | 10:30                        |
| 12:00                        | 11:30                        |
| 13:00                        | 12:30                        |
| 14:00                        | 13:30                        |
| 15:00                        | 14:30                        |
| 16:00                        | 15:30                        |
| 17:00                        | 16:30                        |
| 18:00                        | 17:30                        |
| 19:00                        | 18:30                        |
| 20:00                        | 19:30                        |
| 21:00                        | 20:30                        |
| 22:00                        | 21:30                        |

## Recorrido y paradas

### Sentido Moscatelares
La línea parte del polideportivo Dehesa Boyal y continúa por la avenida de Navarrondán para después girar hacia la avenida de Aragón, sirviendo al barrio de Rosa de Luxemburgo.
Continua por la calle homónima hasta la plaza de la Universidad Popular, donde sigue por la avenida de Baunatal (para dar servicio a la Estación de Baunatal) hasta el final y a continuación, baja la avenida de la Sierra al completo hasta llegar a la estación de Alcobendas-S.S. Reyes de Cercanías. Su recorrido continua por la avenida de Colmenar Viejo, avenida de España, paseo de Europa y avenida Matapiñonera (dando servicio al centro comercial Plaza Norte 2), donde establece su cabecera.
Curiosamente realiza la parada 12925 - Avenida de España - Centro de Mayores situada en el municipio de Alcobendas.
| Código | Zona | Localidad                  | Denominación                                                             | Ubicación                         | Líneas de la parada                                                           | Metro / Cercanías                     |
| ------ | ---- | -------------------------- | ------------------------------------------------------------------------ | --------------------------------- | ----------------------------------------------------------------------------- | ------------------------------------- |
| 06807  |      | San Sebastián de los Reyes | Polideportivo municipal - Dehesa Boyal                                   | Calle Polideportivo municipal Nº3 | 4                                                                             |                                       |
| 10450  |      | San Sebastián de los Reyes | Avenida de Navarrondán - Paseo de Segovia                                | Avenida de Navarrondán Nº43       | 4                                                                             |                                       |
| 06805  |      | San Sebastián de los Reyes | Avenida de Aragón - Instituto                                            | Avenida de Aragón Nº3B            | 154C 4 7                                                                      |                                       |
| 10448  |      | San Sebastián de los Reyes | Avenida de Aragón - Centro de salud                                      | Avenida de Aragón Nº15            | 154C 4 7                                                                      |                                       |
| 10446  |      | San Sebastián de los Reyes | Avenida de Rosa Luxemburgo - Avenida de Miguel Hernández                 | Avenida de Rosa Luxemburgo Nº13   | 154C 158 4 7                                                                  |                                       |
| 11598  |      | San Sebastián de los Reyes | Avenida de Rosa Luxemburgo - Estación de Baunatal                        | Avenida de Rosa Luxemburgo Nº1    | 154C 158 4 7                                                                  | Baunatal                              |
| 06797  |      | San Sebastián de los Reyes | Avenida de Baunatal - Plaza de Andrés Caballero                          | Avenida de Baunatal Nº1A          | 154 154C 158 827A 4 5                                                         |                                       |
| 06795  |      | San Sebastián de los Reyes | Avenida de la Sierra - Calle Cervantes                                   | Avenida de la Sierra Nº10         | 154 154C 158 827A 4                                                           |                                       |
| 12730  |      | San Sebastián de los Reyes | Avenida de la Sierra - Estación de Alcobendas-San Sebastián de los Reyes | Avenida Marruecos Nº6             | 158 4 7                                                                       | Alcobendas-San Sebastián de los Reyes |
| 06792  |      | San Sebastián de los Reyes | Avenida de Colmenar Viejo - Calle Nuestra Señora del Carmen              | Avenida de Colmenar Viejo Nº27    | 154 154C 827 827A 2 4 7                                                       |                                       |
| 06788  |      | San Sebastián de los Reyes | Avenida de Colmenar Viejo - Calle de Ramón Esteban                       | Avenida de Colmenar Viejo Nº3     | 827A 2 4 7                                                                    |                                       |
| 12925  |      | Alcobendas                 | Avenida de España - Centro de mayores                                    | Avenida de España Nº58            | 180 827 828 2 4 7 9 11                                                        |                                       |
| 15192  |      | San Sebastián de los Reyes | Paseo de Europa - Avenida del Juncal                                     | Paseo de Europa Nº26              | 152C 154 156 161 180 181 182 183 191193194195196197N103 N1044 7               |                                       |
| 06693  |      | San Sebastián de los Reyes | Paseo de Europa - Calle de María Santos Colmenar                         | Paseo de Europa S/Nº              | 152C 154 156 161 180 181 182 183 191 193 194 195 196 197 N103 N104 VAC-2424 7 |                                       |
| 17237  |      | San Sebastián de los Reyes | Paseo de Europa - Calle de Leopoldo Gimeno                               | Paseo de Europa Nº26              | 152C 154 156 161 180 181 182 183 N103 4 7                                     |                                       |
| 16189  |      | San Sebastián de los Reyes | Avenida Matapiñonera - Avenida del Camino de lo Cortao                   | Avenida Matapiñonera Nº6          | 180 4                                                                         |                                       |
| 16182  |      | San Sebastián de los Reyes | Avenida Matapiñonera - Calle de la Fresa                                 | Avenida Matapiñonera Nº24         | 180 4                                                                         |                                       |
| 16190  |      | San Sebastián de los Reyes | Avenida Matapiñonera - Plaza Norte                                       | Avenida Matapiñonera Nº24         | 180 4                                                                         |                                       |
| 16181  |      | San Sebastián de los Reyes | Avenida Matapiñonera - Avenida de Severo Ochoa                           | Avenida Matapiñonera Nº24         | 180 4                                                                         |                                       |

1. 1 2 3 4 5 6 7 8  Sólo permite la subida de viajeros

### Sentido polideportivo
La línea parte de la avenida Matapiñonera, y continúa por esta avenida hasta llegar a la calle Real, donde se desvía por el paseo de Europa y avenida de España. Después gira a la derecha por la avenida de Colmenar Viejo hasta llegar a la avenida de la Sierra donde recoge a los viajeros de la estación de Alcobendas-S.S. Reyes de Cercanías. Tras ello, vuelve a subir por la avenida de la Sierra hasta llegar a la plaza de Andrés Caballero donde tuerce a la izquierda para recorrer la avenida de Baunatal hasta la boca de Metro homónima.
A partir de ahí recorre la avenida de Rosa de Luxemburgo, avenida de Aragón y sube por la avenida de Navarrondán hasta llegar al polideportivo Dehesa Boyal.
| Código | Zona | Localidad                  | Denominación                                                             | Ubicación                           | Líneas de la parada                                                                    | Metro / Cercanías                     |
| ------ | ---- | -------------------------- | ------------------------------------------------------------------------ | ----------------------------------- | -------------------------------------------------------------------------------------- | ------------------------------------- |
| 15392  |      | San Sebastián de los Reyes | Avenida Matapiñonera - Camino del Juncal                                 | Avenida Matapiñonera Nº24           | 156 171 180 N102 4                                                                     |                                       |
| 12820  |      | San Sebastián de los Reyes | Avenida Matapiñonera - Plaza Norte                                       | Avenida Matapiñonera Nº24           | 156 171 180 N102 4                                                                     |                                       |
| 12217  |      | San Sebastián de los Reyes | Avenida Matapiñonera - Avenida del Cerro del Águila                      | Avenida Matapiñonera Nº24           | 156 171 180 N102 4                                                                     |                                       |
| 12218  |      | San Sebastián de los Reyes | Avenida Matapiñonera - Avenida del Camino de lo Cortao                   | Avenida Matapiñonera Nº6            | 156 171 180 N102 4                                                                     |                                       |
| 20899  |      | San Sebastián de los Reyes | Calle Real - Cementerio                                                  | Calle Real Nº118                    | 156 166 N102 4 5                                                                       | Reyes Católicos                       |
| 17238  |      | San Sebastián de los Reyes | Paseo de Europa - Calle de Leopoldo Gimeno                               | Paseo de Europa Nº26                | 152C 156 161 171 180 181 182 183 184 N102 N103 4 5                                     |                                       |
| 06751  |      | San Sebastián de los Reyes | Paseo de Europa - Parque Picos de Olite                                  | Paseo de Europa Nº26                | 152C 156 161 171 180 181 182 183 184 191 193 194 195 196 197 N102 N103 N104 VAC-2424 5 |                                       |
| 15191  |      | San Sebastián de los Reyes | Paseo de Europa - Avenida de España                                      | Paseo de Europa Nº26                | 152C 156 161 171 180 181 182 183 184 191193194195196197N102 N103 N1044 5               |                                       |
| 20898  |      | San Sebastián de los Reyes | Avenida de España - Calle de Viveros                                     | Avenida de España Nº6               | 152C 156 161 171 N102 4 5                                                              |                                       |
| 06787  |      | San Sebastián de los Reyes | Avenida de Colmenar Viejo - Calle de Ramón Esteban                       | Avenida de Colmenar Viejo Nº16      | N102 4 5                                                                               |                                       |
| 06791  |      | San Sebastián de los Reyes | Avenida de Colmenar Viejo - Calle del Río Duero                          | Avenida de Colmenar Viejo           | 154C N102 4 5                                                                          |                                       |
| 12730  |      | San Sebastián de los Reyes | Avenida de la Sierra - Estación de Alcobendas-San Sebastián de los Reyes | Avenida Marruecos Nº6               | 158 4 7                                                                                | Alcobendas-San Sebastián de los Reyes |
| 06794  |      | San Sebastián de los Reyes | Avenida de la Sierra - Calle Navas de Tolosa                             | Avenida de la Sierra Nº23           | 154C 158 N102 4 5                                                                      |                                       |
| 06796  |      | San Sebastián de los Reyes | Avenida de Baunatal - Plaza de Andrés Caballero                          | Avenida de Baunatal Nº2             | 154 154C 158 N102 4 5                                                                  |                                       |
| 06804  |      | San Sebastián de los Reyes | Plaza de la Universidad Popular - Estación de Baunatal                   | Plaza de la Universidad Popular Nº2 | 153 154 154C 158 827A N102 4 5                                                         | Baunatal                              |
| 10447  |      | San Sebastián de los Reyes | Avenida de Rosa Luxemburgo - Calle de Calderón de la Barca               | Avenida de Rosa Luxemburgo Nº13     | 154C 158 N102 4                                                                        |                                       |
| 10449  |      | San Sebastián de los Reyes | Avenida de Aragón - Centro de salud                                      | Avenida de Aragón Nº15              | 154C N102 4                                                                            |                                       |
| 06806  |      | San Sebastián de los Reyes | Avenida de Aragón - Parque Velódromo                                     | Avenida de Aragón Nº2               | 154C N102 4                                                                            |                                       |
| 10451  |      | San Sebastián de los Reyes | Avenida de Navarrondán - Paseo Rías Bajas                                | Avenida de Navarrondán Nº28         | 4                                                                                      |                                       |
| 06807  |      | San Sebastián de los Reyes | Polideportivo municipal - Dehesa Boyal                                   | Calle Polideportivo municipal Nº3   | 4                                                                                      |                                       |

1. 1 2 3 4 5 6 7 8  Sólo permite el descenso de viajeros